# Carlos Pérez

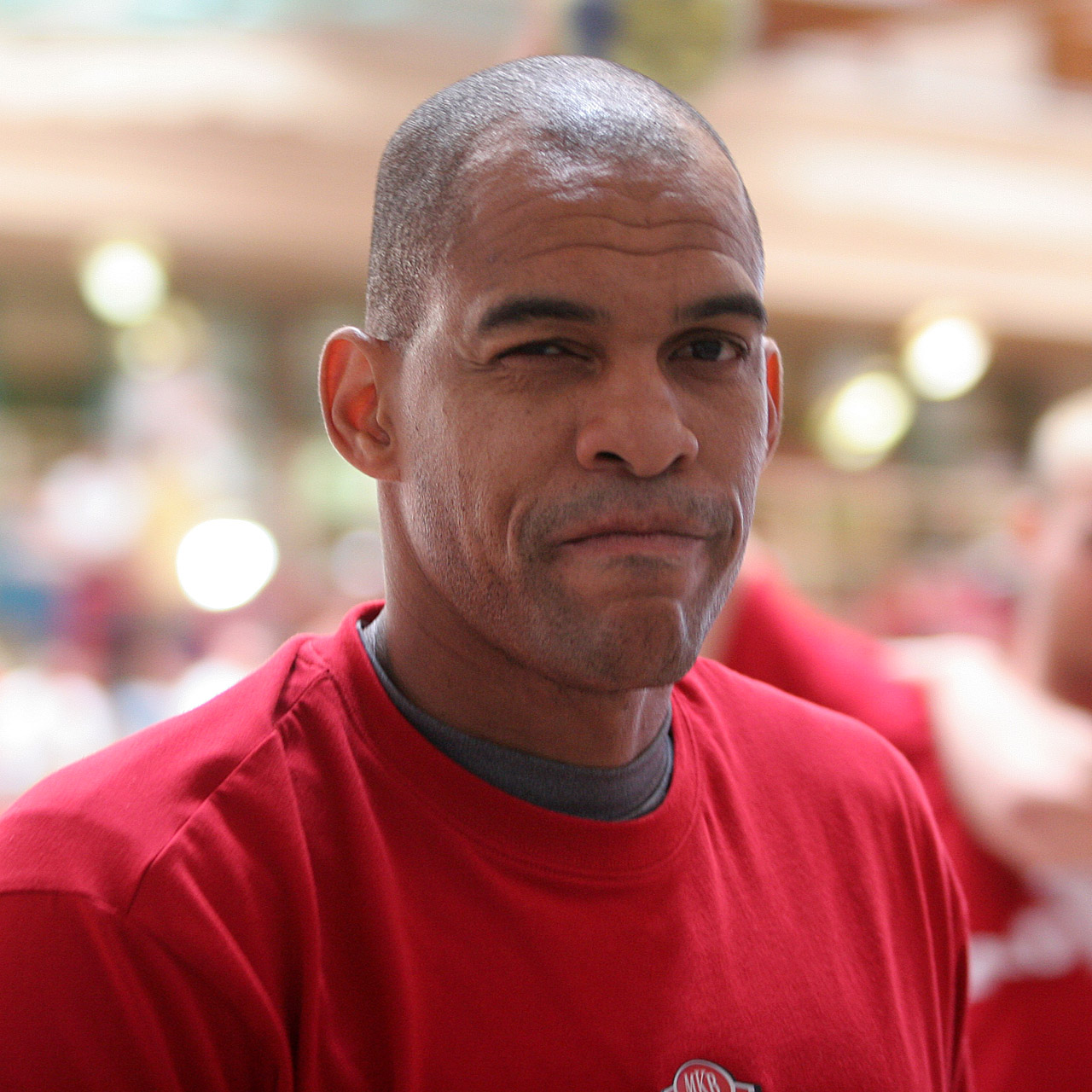
Carlos Pérez 2008.

Carlos Reinaldo Pérez Enrique, född 26 augusti 1971 i Havanna, är en kubansk och ungersk handbollsspelare. Han är högerhänt och spelade i anfall som vänsternia. Han spelade bland annat 16 säsonger för det ungerska klubblaget Veszprém KC, 171 landskamper för Kubas landslag och 55 landskamper (274 mål) för Ungerns landslag. Han avslutade spelarkarriär 2013.